# 28 cm SKC/28
28 cm SKC/28 — 283-миллиметровое корабельное артиллерийское орудие, разработанное и производившееся в Германии. Состояло на вооружении Кригсмарине. Разработано для тяжёлых крейсеров типа «Дойчланд». Применялось во Второй мировой войне. Усовершенствованной версией этого орудия, известной под маркой 28 cm SKC/34 вооружались линейные крейсера типа «Шарнхорст».

## История создания
Версальский договор 1919 года казалось бы поставил побеждённую в Первой мировой войне Германию в ситуацию, когда её любые попытки возродить военную мощь натыкались на систему запретов. По мнению держав-победительниц, это в полной мере касалось и военно-морского флота. В строю Рейхсмарине остались лишь очень старые корабли, не имеющие серьёзной боевой ценности, а постройка новых лимитировалась рядом существенных ограничений. Германский флот мог иметь в своём составе не более шести броненосцев, причем заменять их можно было с 1922 года. Однако статья 190 Версальского договора, ограничивая водоизмещение новых кораблей 10 000 тонн, не ставила каких-либо других препятствий, в частности, не ограничивался максимальный калибр орудий. Считалось, что в рамках установленного водоизмещения все равно нельзя будет создать корабль, который будет одновременно мощно вооружённым, хорошо защищённым и быстроходным.
Однако дипломаты держав-победительниц не предвидели дальнейшего хода событий. В 1922 году был подписан Вашингтонский морской договор, который ввёл мораторий на строительство линейных кораблей, а характеристика крейсеров ограничил по водоизмещению и калибру орудий — 10 000 тонн стандартного водоизмещения и 203-мм пушки. Германия в этом соглашении не участвовала и таким образом получила возможность построить 10 000-тонные корабли, вооружённые более мощной артиллерией, чем крейсера их вероятных противников.
Разработка новых кораблей стартовала в 1921 году и привела к появлению двух основных проектов. По первому из них предполагалось создать броненосец береговой обороны, вооружённый 380-мм орудиями. По второму, речь шла о постройке тяжёлого крейсера с 210-мм орудиями. В обоих случаях конструкторы ориентировались на пушки, имевшиеся в наличии, так как основные заводы концерна «Крупп» находились в Руре, в зоне французской оккупации, и не могли обеспечить флот новыми крупнокалиберными орудиями.

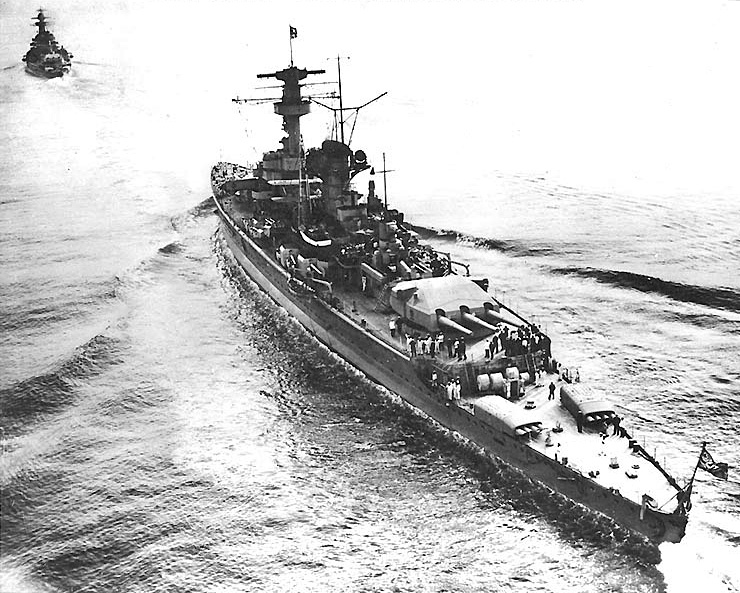
«Карманный линкор» «Дойчланд».

Оба проекта были в итоге отвергнуты. Военно-политическое руководство Германии не желало ограничивать свои морские амбиции защитой побережья страны, а проект тяжёлого крейсера, несмотря на свои достойные характеристики, не являлся чем-то уникальным. К 1924 году работы зашли в тупик. Однако в конце 1924 года командующим Рейхсмарине стал адмирал Г. Ценкер, предложивший совершенно новый подход. Идея заключалась в подборе характеристик, которые позволили бы проектируемым кораблям уходить от существующих линкоров противника, уверенно справляться с тяжёлыми крейсерами, вооружёнными 203-мм пушками, а в случае необходимости, вступить в бой с французскими «додредноутами» типа «Дантон», появление которых на Балтике считалось весьма возможным.
В июле 1925 года Франция вывела свои войска из района Рура и теперь «Крупп» мог обеспечить поставку новых орудий. Первоначально морские офицеры настаивали на применении орудий калибра 305 мм, но затем было решено уменьшить калибр и за счёт этого увеличить скорость корабля. Таким образом, для новой боевой единицы были выбраны 283-мм орудия. Проект I/M/26 был подготовлен в 1926 году и в марте 1927 года избран для детальной разработки. 11 июня 1927 года Г. Ценкер официально объявил о предстоящем строительстве корабля с шестью 283-мм пушками, который по политическим причинам был назван «броненосцем» (нем. Panzerschiff), хотя к броненосцам-додредноутам он никакого отношения не имел. Проект получил поддержку и со стороны адмирала Э. Редера, сторонника теории «крейсерской войны» ставшего в 1928 году новым главнокомандующим Рейхсмарине.
В годы Первой мировой войны германский императорский флот применял 280-мм/50 орудия, которыми оснащались линейные крейсера типов «Мольтке» и «Зейдлиц». Эти пушки имели очень хорошие баллистические характеристики, но руководство Рейхсмарине предпочло разработать для будущих кораблей новую модель.

## Конструкция орудия
Конструкция орудия SKC/28 была типичной для германской артиллерийской промышленности. Ствол состоял из внутренней трубы, сменного лейнера, заменяемого с казённой части, и кожуха, состоявшего из двух частей. Вес ствола — 13 800 кг, лейнера — 5650. Длина ствола составляла 52,35 калибра, без затвора — 49,1 калибра. В стволе имелось 80 нарезов с прогрессивным шагом, от 1:50 до 1:35, глубиной 3,3 мм. Казенник вворачивался в горячем состоянии в заднюю часть кожуха. Затвор был клиновой, горизонтально-скользящего типа, что было не совсем обычно для орудия такого калибра и объяснялось применением гильзового заряжания. Заряжание осуществлялось при фиксированном угле 2°, теоретическая скорострельность равнялась одному выстрелу в 17 секунд. Формально максимальной скорострельностью считались три выстрела в минуту, на практике это значение не превышало двух выстрелов в минуту. Живучесть ствола — 340 выстрелов полным зарядом, что было хорошим показателем для артсистемы с такими баллистическими характеристиками.

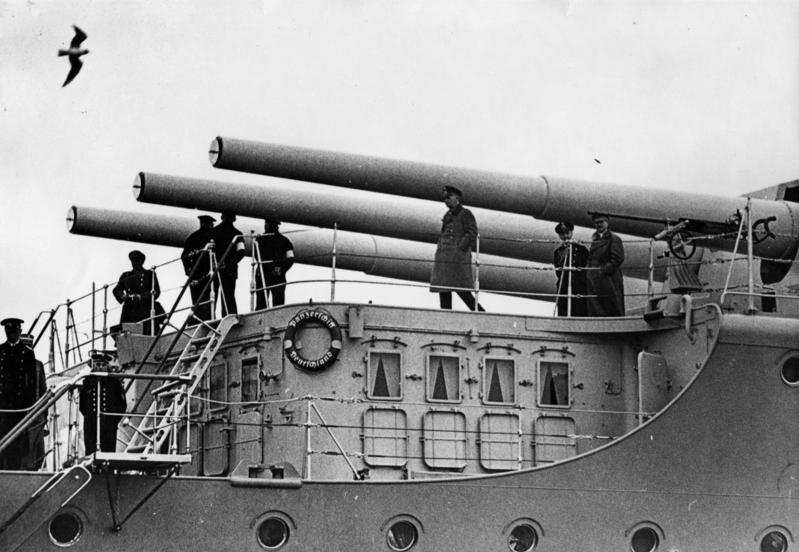
А. Гитлер осматривает артиллерию «Дойчланда».

Для орудия были разработаны снаряды трёх типов: бронебойный, с донным взрывателем Bdz.38; полубронебойный или фугасный с замедлением, также снабжённый взрывателем Bdz.38; фугасный, оснащённый головным взрывателем мгновенного действия Kz.37. Вес всех снарядов был одинаков, но полубронебойный и фугасный были длиннее, так как имели больший размер каморы. В качестве взрывчатого вещества в снарядах первоначально использовался тротил, позднее перешли к применению гексогена.
| Бронебойный Pz.Gr. L/3,7          | 300 | 300 | 105 | 7,84  | 2,6  |
| Полубронебойный Spr.Gr. L/4,2 Bdz | 300 | 300 | 119 | 16,94 | 5,65 |
| Фугасный Spr.Gr. L/4,2 Kz         | 300 | 300 | 119 | 23,3  | 7,8  |

Такой выбор боеприпасов давал артиллеристам «карманных линкоров» возможность обстреливать цели любого типа наиболее эффективными снарядами. При этом вызывал определённые трудности правильный подбор их соотношения в боекомплекте, поэтому обычно корабли имели равное количество снарядов каждого типа. Всего на каждый ствол имелось по 105—120 снарядов. Метательные заряды для всех типов снарядов были одинаковые и состояли из двух частей — основного заряда, весом 71 кг, в латунной гильзе, а также дополнительного переднего, весом 36 кг, в шелковом картузе. В зарядах применялся порох марки RPC/38. Его состав: 69,45 % — нитроцеллюлоза; 25,3 % — диэтилен-гликоль-динитрат; 5 % — централит (дифенил-диэтил-мочевина); 0,15 % — оксид магния; 0,1 % — графит.

## Конструкция установкиDrh LC/28
Башенная артиллерийская установка Drh LC/28 разрабатывалась специально для кораблей типа «Дойчланд».